# Балъкьой
 Тази статия е за селото в Гърция.  За селото в Турция вижте Балъкьой (вилает Родосто).  
Балъкьой или Баликьой (на гръцки: Μελία, Мелия) е село в Западна Тракия, Гърция в дем Дедеагач с 93 жители (2001).

## География
Селото е разположено на 10 километра северозападно от Фере.

## История
В „Етнография на вилаетите Адрианопол, Монастир и Салоника“, издадена в Константинопол в 1878 година и отразяваща статистиката на населението от 1873 Балъ-кьой (Baliq-keui) е посочено като село със 300 домакинства и 1420 жители българи.
Според статистиката на професор Любомир Милетич в 1912 година в селото живеят 210 български семейства, всички екзархисти.
При избухването на Балканската война в 1912 година двама души от Балъкьой са доброволци в Македоно-одринското опълчение.
След Първата световна война около 50 семейства бежанци от Балъкьой се заселват в село Горно Ботево

## Личности
Родени в Балъкьой
- Димитър Гоголов (1866 – 1921), български революционер
- Нико Янков, македоно-одрински опълченец, 20-годишен, четата на Апостол Дограмаджиев[5]
- Яни Караманов, български революционер

Свързани с Балъкьой
- Петко Ников, македоно-одрински опълченец, 24-годишен, от Фере, жител на Бали кьой, воденичар, 1 рота на 11 сярска дружина, носител на орден „За храброст“ ІV степен[6]